# Schweix
Schweix là một đô thị thuộc huyện Südwestpfalz, trong bang Rheinland-Pfalz, phía tây nước Đức. Đô thị này có diện tích 3,73 km², dân số thời điểm ngày 31 tháng 12 năm 2006 là 354 người.